# Ida Krottendorf
Ida Krottendorf (auch Krottendorff, eigentlich Krottendorfer; * 5. April 1927 in Ebreichsdorf; † 23. Juni 1998 in Wien) war eine österreichische Schauspielerin.

## Leben
Ida Krottendorf wuchs in Guntersdorf auf, wo ihr Vater Gutsverwalter war. Sie besuchte die Schule in Hollabrunn.

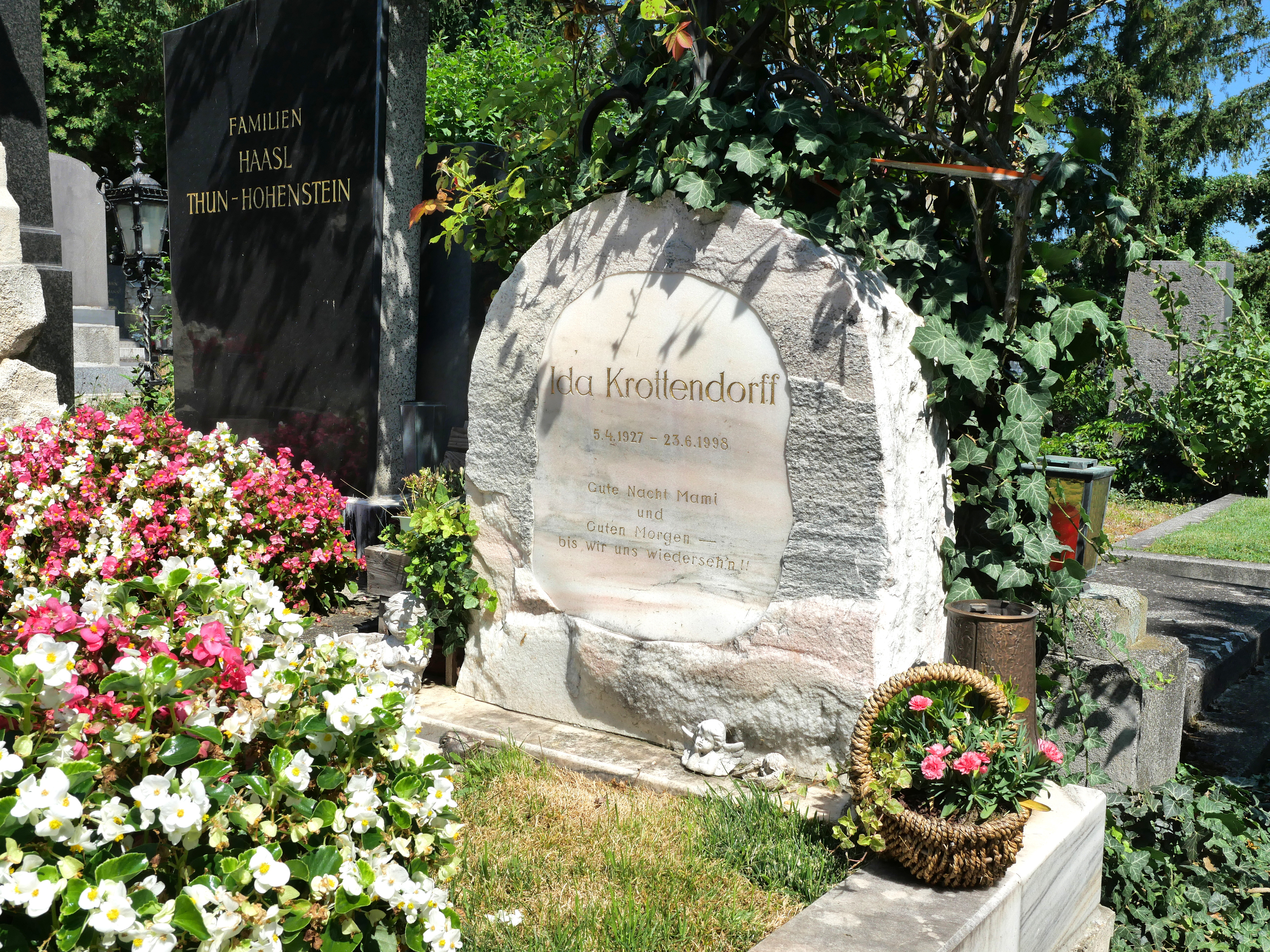
Grabstätte von Ida Krottendorf

Ida Krottendorf hatte ihren künstlerischen Durchbruch auf der Theaterbühne Mitte der 1950er Jahre am Schauspielhaus Düsseldorf in der europäischen Erstaufführung von Tennessee Williams’ Die Katze auf dem heißen Blechdach in der Rolle der Maggie. Die Premiere war am 24. März 1955. Sie war ab Ende der 1960er Jahre ein langjähriges Mitglied des Wiener Burgtheaters (1968–1976). Ab 1950 übernahm sie regelmäßig Rollen in Filmen und Serien.
Krottendorf war von 1955 bis 1959 mit Ernst Stankovski verheiratet. Von 1960 bis 1991 dauerte ihre Ehe mit ihrem Schauspielkollegen Klausjürgen Wussow, den sie in Düsseldorf kennenlernte. Dieser Verbindung entstammen die Schauspieler Barbara und Alexander. Der Trennung folgte ein jahrelanger Scheidungskonflikt.
Ida Krottendorf starb 1998 an den Folgen einer Krebserkrankung. Ihre Grabstelle befindet sich auf dem Grinzinger Friedhof in Wien.

## Ehrungen
In Guntersdorf gibt es eine Ida-Krottendorf-Straße.

## Filmografie (Auswahl)
- 1951: Kleiner Peter, große Sorgen (Stadtpark)
- 1951: Das Tor zum Frieden
- 1951: Schwindel im Dreivierteltakt
- 1953: Auf der grünen Wiese
- 1954: Hochzeitsglocken
- 1955: Das Lied von Kaprun
- 1955: Mamitschka
- 1957: Liebe, Jazz und Übermut
- 1963: Die Grotte
- 1964: Die Verbrecher
- 1965: 4 Schlüssel
- 1966: Der Mann, der sich Abel nannte
- 1967: Das ausgefüllte Leben des Alexander Dubronski
- 1967: Interpol (TV-Filmreihe): …geborene Lipowski
- 1969: Asche des Sieges
- 1970: Der Kommissar – Parkplatz-Hyänen
- 1971: Hamburg Transit – Ein Zahn zuviel (Fernsehserie)
- 1971: Tatort – Mordverdacht (Fernsehreihe)
- 1972: Rabe, Pilz und dreizehn Stühle
- 1973: Der Kommissar – Der Tod von Karin W. (Fernsehserie)
- 1974: Die gelbe Nachtigall
- 1977: Derrick – Tod des Wucherers (Fernsehserie)
- 1978: Tatort – Mord im Krankenhaus
- 1978: Das Love-Hotel in Tirol
- 1979: Der Alte – Der Abgrund
- 1980: Ringstraßenpalais
- 1980: Derrick – Tödliche Sekunden
- 1981: Der Bockerer
- 1981–1986: Polizeiinspektion 1 (Fernsehserie, drei Folgen)
- 1982: Derrick – Ein Fall für Harry
- 1982: Sonderdezernat K1 – Mord um zwei Ecken
- 1982: Der Alte – (Folge 65: Tod am Sonntag)
- 1983: Tatort – Mord in der U-Bahn
- 1983: Derrick – Attentat auf Derrick
- 1985: Derrick - Familie im Feuer
- 1987: Der Alte – (Folge 114: Die Abrechnung)
- 1988: Wie kommt das Salz ins Meer?
- 1990: Die Kaffeehaus–Clique
- 1990: Wenn das die Nachbarn wüßten (Fernseh-Mehrteiler)
- 1992: Die Zwillingsschwestern aus Tirol (Fernsehfilm)
- 1993: Almenrausch und Pulverschnee
- 1996: Der Bockerer II – Österreich ist frei
- 1997: Der Unfisch
- 1998: Baby Rex